# Soulcalibur II
Soulcalibur II (Japans: ソウルキャリバーII; Sōrukyaribā Tsū) is een computerspel uit de Soul-serie, ontwikkeld en uitgebracht in 2003 door Namco. Het spel werd uitgegeven als arcadespel en voor PlayStation 2, GameCube en de Xbox. Andere delen in de serie zijn Soul Edge (Soul Blade in de Verenigde Staten), Soulcalibur en Soulcalibur III. Soulcalibur is een vechtspel. Soulcalibur is de naam van een heilig zwaard dat is gemaakt om het kwade zwaard Soul Edge mee te verslaan. De verhaallijnen van de spellen draaien om dit gegeven.
In Soulcalibur II kan de speler het opnemen tegen de computer of een andere speler. In het begin kan men spelen met bijvoorbeeld Link, Astaroth of Taki. Het spel heeft tien gamemodes waaronder Arcade Mode, Time Attack Mode, Survival Mode, VS Mode en de nieuwe Weapon Master Mode. In de Weapon Master Mode kan men geld verdienen om wapens en kleding te kopen. Ook kunnen nieuwe personages en arena's vrijgespeeld worden.
In de consoleversies van Soulcalibur II had elke versie zijn eigen "Guest Character". De Gamecube had Link uit de Legend of Zelda reeks, de PlayStation 2 had Heihachi Mishima uit de Tekken-reeks (die eveneens van Namco is) en de Xbox had Todd McFarlanes Spawn
Ook heeft Todd McFarlane voor alle consoleversies Necrid ontworpen.

## Platforms
| Jaar | Platforms                     |
| ---- | ----------------------------- |
| 2002 | Arcade                        |
| 2003 | GameCube, PlayStation 2, Xbox |

## Ontvangst
| Beoordeeld door     | Jaar | Platform      | Score |
| ------------------- | ---- | ------------- | ----- |
| NintendoWorldReport | 2003 | GameCube      | 100%  |
| GameZone            | 2003 | Xbox          | 93%   |
| PGNx Media          | 2003 | GameCube      | 92%   |
| VicioJuegos.com     | 2003 | Xbox          | 91%   |
| Factornews          | 2003 | GameCube      | 90%   |
| Gamezine            | 2003 | GameCube      | 90%   |
| Gamers.at           | 2003 | GameCube      | 90%   |
| MS Xbox World       | 2003 | Xbox          | 90%   |
| GameSpot            | 2003 | PlayStation 2 | 85%   |
| Cheat Code Central  | 2005 | GameCube      | 80%   |

## Trivia
- Het spel is opgenomen in het boek 1001 Video Games You Must Play Before You Die van Tony Mott.